# نهائي كوبا أمريكا 1993
نهائي كوبا أمريكا 1993 هي المباراة النهائية لمسابقة كوبا أمريكا 1993 وهي مسابقة كرة قدم دولية تنضم من قبل اتحاد أمريكا الجنوبية لكرة القدم والتي أقيمت في الفترة ما بين 15 يونيو وحتى 4 يوليو 1993. أقيمت المباراة النهائية بتاريخ 4 يوليو بملعب مونيمينتال في غواياكيل بين الأرجنتين والمكسيك وفازت الأرجنتين 2–1. وبذلك تأهلت الأرجنتين إلى كأس القارات 1995 في السعودية.

## عن الفريقين
عرفت البطولة حتى عام 1975 باسم "بطولة أمريكا الجنوبية لكرة القدم".

| الفريق    | سنوات التتويج في كوبا أمريكا السابقة *(للإشارة إلى فوز المنتخب في البطولة باعتباره البلد المضيف) |
| --------- | ------------------------------------------------------------------------------------------------ |
| الأرجنتين | 13 (1921*، 1925*، 1927، 1929*، 1937*، 1941، 1945، 1946*، 1947، 1955، 1957، 1959*، 1991)          |
| المكسيك   | لم يسبق له التتويج.                                                                              |

## المباراة

### تفاصيل المباراة
| الأرجنتين            | 2–1 | المكسيك             |
| -------------------- | --- | ------------------- |
| - باتيستوتا 63'، 74' |     | 67' (ركلة.) غاليندو |

| الأرجنتين | المكسيك |